# Cell (Zeitschrift)
Cell ist eine seit 1974 vierzehntäglich erscheinende wissenschaftliche Zeitschrift. Die publizierten Artikel unterliegen einem Peer-Review. In Cell erscheinen Artikel über aktuelle Forschungsthemen aus dem Gebiet der experimentellen Zellbiologie. Cell ist eine hoch angesehene und viel zitierte Zeitschrift mit einem der höchsten Zitationsindizes, einem Impact Factor von 32,242 (2014). Nach ISI Web of Knowledge wird das Journal mit diesem Impact Factor in der Kategorie Biochemie und Molekularbiologie an erster Stelle von 289 Zeitschriften und in der Kategorie Zellbiologie an zweiter Stelle von 184 Zeitschriften geführt. Cell wird bei Cell Press publiziert, einer Abteilung von Elsevier.
Mehr als zwölf Monate alter Inhalt ist frei zugänglich, sofern er bereits in digitaler Form vorliegt (Delayed Open Access).
Chefredakteurin von Cell Press und Cell war seit 2003 Emilie Marcus. Seit 2018 ist John Pham Chefredakteur von Cell.